# کاباساکال (آلاداغ)
کاباساکال (به ترکی استانبولی: Kabasakal) یک منطقهٔ مسکونی در ترکیه است که در آلاداغ، آدانا واقع شده‌است. کاباساکال ۱٬۳۲۵ نفر جمعیت دارد و ۱۳۰ متر بالاتر از سطح دریا واقع شده‌است.